# André Colomer
André Colomer, (Cerbère, Francia, 4 de diciembre de 1886 - Moscú, 7 de octubre de 1931) fue un poeta francés. Fue teórico lírico de la violencia. Ideológicamente, transitó a lo largo de su vida del anarquismo individualista al anarcosindicalismo y finalmente al comunismo.

## Biografía
Nacido en Cerbère, Colomer pasó su infancia y fue educado en París, descubriendo a los 12 años el ideal anarquista gracias a la lectura de la obra de Zola. Cursó la secundaria en Burdeos, pero el individualismo le hizo tomar un año sabático que pasó por el Mediterráneo. Pasado el año, siguió los cursos que le permitieron obtener el bachillerato, ingresó en el liceo Louis-le-Grand y allí preparó el examen de ingreso a la Escuela Normal Superior, sin éxito. En 1906 realizó el servicio militar en Perpiñán. Posteriormente, ejerció brevemente como profesor en el colegio de Blois y en el liceo Lakanal.
Se instaló en París, donde empezó a escribir y trabajó como periodista. Fundó dos revistas de arte junto con Roger Dévigne, Bernard Marcotte, Gabriel-Tristan Franconi y otros amigos: La Foire aux chimères (1907-1908) y Les Actes des Poètes (1909-1910). En 1913 fundó una nueva revista junto con Banville d'Hostel, L'Action d'Art. En 1911, fue encarcelado en la prisión de Cherche-Midi por negarse a realizar un período militar de 28 días. Cayó enfermo, por lo que fue liberado. En septiembre de 1914, fue convocado a un consejo de apelación, pero no se presentó, sino que prefirió partir hacia Italia junto a su compañera Madeleine.
Comenzó a escribir À nous deux, Patrie!, donde declaró:

Podría estallar la guerra o la revolución. Ni una ni otra me contaría entre sus soldados; ni una ni otra tendría mi sangre de héroe entre sus filas.
Guerre ou Révolution pourraient éclater. Ni l'une ni l'autre ne me compterait au rang de ses soldats ; ni l'une ni l'autre n'aurait mon sang de héros parmi ses rangs.

En 1915, Italia entró en guerra, lo que le condujo a la clandestinidad. Su salud no hizo más que empeorar, haciéndole correr el riesgo de ser descubierto. Finalmente fue detenido y enviado a Perpiñán. Visto su delicado estado de salud, se le concedió un permiso definitivo coincidiendo con el día del armisticio.
A partir de 1919, escribió en la revista Le Libertaire, en la cual sería nombrado secretario de redacción. En el Club des Insurgés («Club de los Insurrectos»), colaboró como orador. Una de sus charlas, de título Qui est coupable? La Société ou le Bandit? («¿Quién es culpable? ¿La Sociedad o el Bandido?»), tuvo lugar en la Casa de los Sindicatos, en el bulevar Auguste-Blanqui. Organizó a los trabajadores intelectuales creando el Sindicato de los Escritores y el Sindicato de los Dramaturgos en 1920 y fue elegido secretario del Comité intersindical del Espectáculo. También fue cofundador de la Confederación General del Trabajo Unitario en 1921. Pese a que este sindicato estaba próximo al Partido Comunista Francés, Colomer no quedó impresionado con la Revolución rusa de 1917; más bien, consideraba que la Revolución es un mito y una palabra vacía. El 18 de noviembre de 1921, escribió en Le Libertaire:

Cuando los trabajadores sean los amos, según la concepción anarquista, no serán más que los amos de la materia inanimada que realizan con sus esfuerzos. Para liberarse, organizarse y defenderse, los individuos-productores no necesitan ni de políticos, ni de generales, ni de comisarios del pueblo. Dejadlos suprimir el Estado, sus funcionarios, sus mecanismos, sus leyes, toda la vieja carcasa de opresión colectiva - y veréis, sólo por interés y afecto, a los hombres producir, a los individuos agruparse y vivir a la búsqueda de la armonía.
Quand les travailleurs seront les maîtres, suivant la conception anarchiste, ils ne seront que les maîtres de la matière inanimée qu'ils activent de leurs efforts. Pour se libérer, s'organiser et se défendre, les individus-producteurs n'ont besoin ni de politiciens, ni de généraux, ni de commissaires du peuple. Laissez-leur supprimer l'État, ses fonctionnaires, ses rouages, ses lois, toute la vieille carcasse d'oppression collective - et vous verrez, par le seul jeu de l'intérêt et de l'affection, les hommes produire, les individus se grouper et vivre à la recherche de classe et d'harmonie.

En agosto de 1922, fue nombrado director de La Revue anarchiste. El 24 de noviembre de 1923 tuvo lugar el caso Daudet, en el que dos años después, en L'Insurgé, Colomer revelaría que Le Flaoutter era un confidente de la policía. En 1925, viajó a Montpellier para dar la conferencia Deux monstres, Dieu et la Patrie, ravagent l'humanité («Dos monstruos, Dios y la Patria, devastan la humanidad»). En el público estaba Léo Malet, quien quedó impresionado con el discurso de Colomer y acabó manteniendo una correspondencia con él. En sus memorias dedicó un capítulo a la Banda de Bonnot. El 12 de diciembre, publicó un texto en su periódico bajo el título Choisir! («¡Elegir!»):

Estaré con los proletarios cuando se rebelen contra las órdenes del Estado, cuando se declaren insurrectos - incluso si realizan esta insurrección bajo las banderas rojas del bolchevismo.
Je serai avec les prolétaires quand ils se révolteront contre les ordres de l'État, quand ils feront figure d'insurgés - même s'ils réalisent cette insurrection sous les drapeaux rouges du Bolchevisme.

A raíz de la “tesis del asesinato” de Philippe Daudet de la que se le acusaba, Colomer dejó Le Libertaire para crear la revista semanal L'Insurgé («El Insurrecto»), donde colaboraron su mujer Hauteclaire (Madeleine Colomer), Sébastien Faure, Henry Poulaille, Maurice Wullens, Noël Letam (Léo Malet). Colomer vivía entonces en 259 rue de Charenton en París. En febrero de 1927, cayó de nuevo gravemente enfermo. Se convirtió algunos meses después al bolchevismo y se afilió al PCF. Acogido con su familia en Moscú, murió en 1931.

## Obras
- Roland Malmos (novela)
- Le Réfractaire (drama en tres actos)
- Bonimini contre le fascisme
- Répression de l'anarchisme en Russie soviétique (1923),
- À nous deux, Patrie ! : la conquête de soi-même (memorias), 1925